# 国民、法、国王

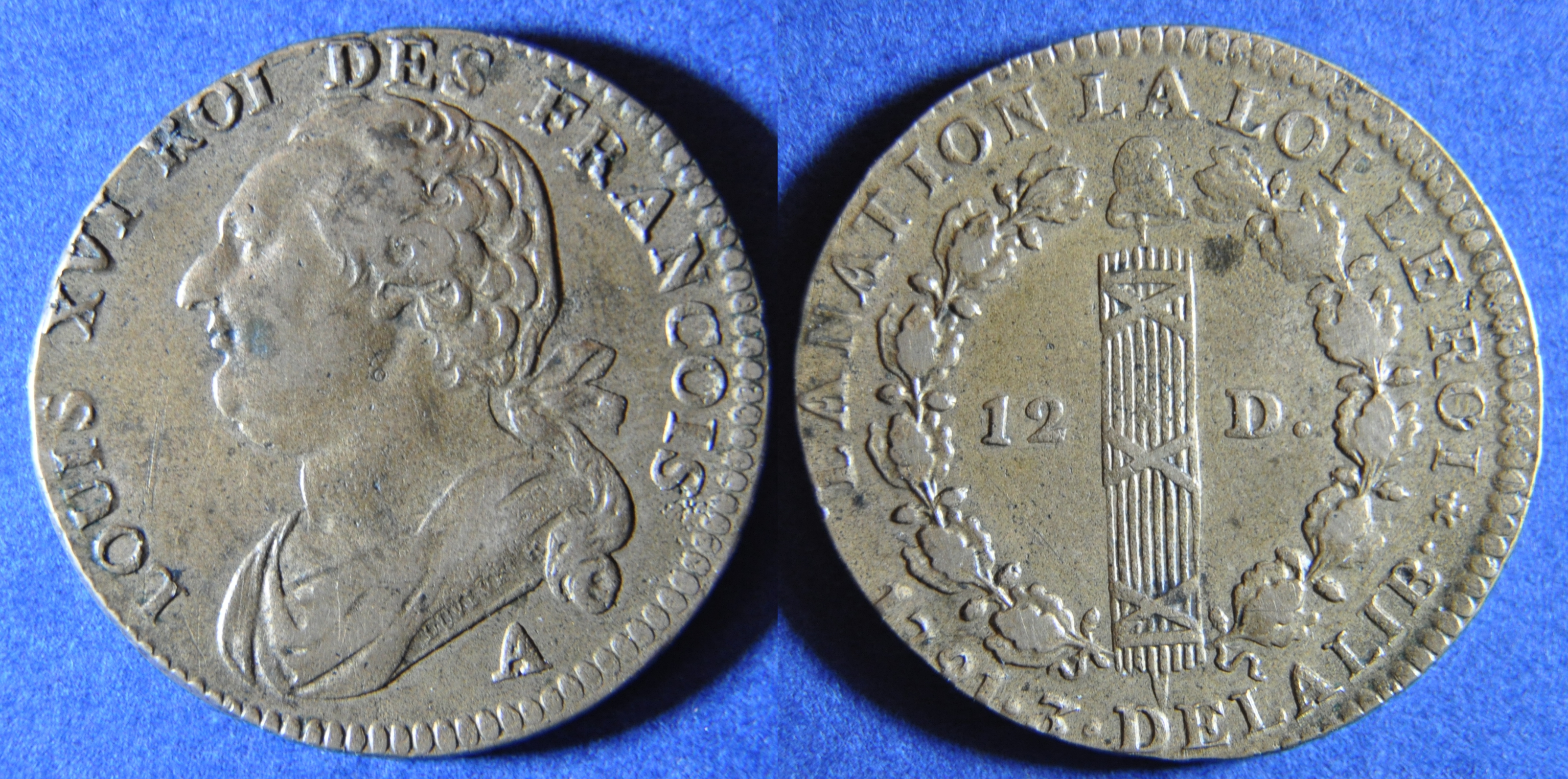
12デニエル貨幣（1791年）

「国民、法、国王」（こくみん、ほう、こくおう、フランス語: La Nation, la Loi, le Roi）は、フランス立憲王国期のフランスの標語である。革命のスローガンである「Liberté, égalité, fraternité（自由、平等、友愛）」と同様に三語法の標語の一例である。
この標語は1791年憲法に採用され、当時の通貨にも使われている。